# Screen Digest
Screen Digest est une société basée à Londres fournissant de l'informatique décisionnelle, de la recherche et de l'analyse de marché de médias. La société a créé un journal mensuel en 1971 acquis par une société de recherche technologique en 2010, iSuppli, qui fut rachetée à son tour par IHS Inc. peu de temps après.

## Historique
Screen Digest fut fondée en 1971 par le journaliste et réalisateur de film documentaire John Chittock, à l'époque correspondant au Financial Times pour les films et les vidéos. Son concept et son design inhabituels sont imaginés par John et sa femme et partenaire Joy Chittock. Initialement, le concept contenait un résumé concis d'extraits au travers les médias de masse, incluant les films de cinéma, de télévision et en particulier le secteur vidéo naissant de l'époque. L'accent éditorial était mis sur la pertinence et la brièveté des histoires et chacune d'entre ellef devait passer le test du "so what?" ("et alors?" en français).
Depuis sa première édition, Screen Digest se caractérise par son utilisation d'icônes afin d'identifier le domaine médiatique de chaque reportage et d'inclure les coordonnées de contact des sociétés mentionnées dans les médias.
Chittock a vendu la société en juillet 1996.